# Вихман I

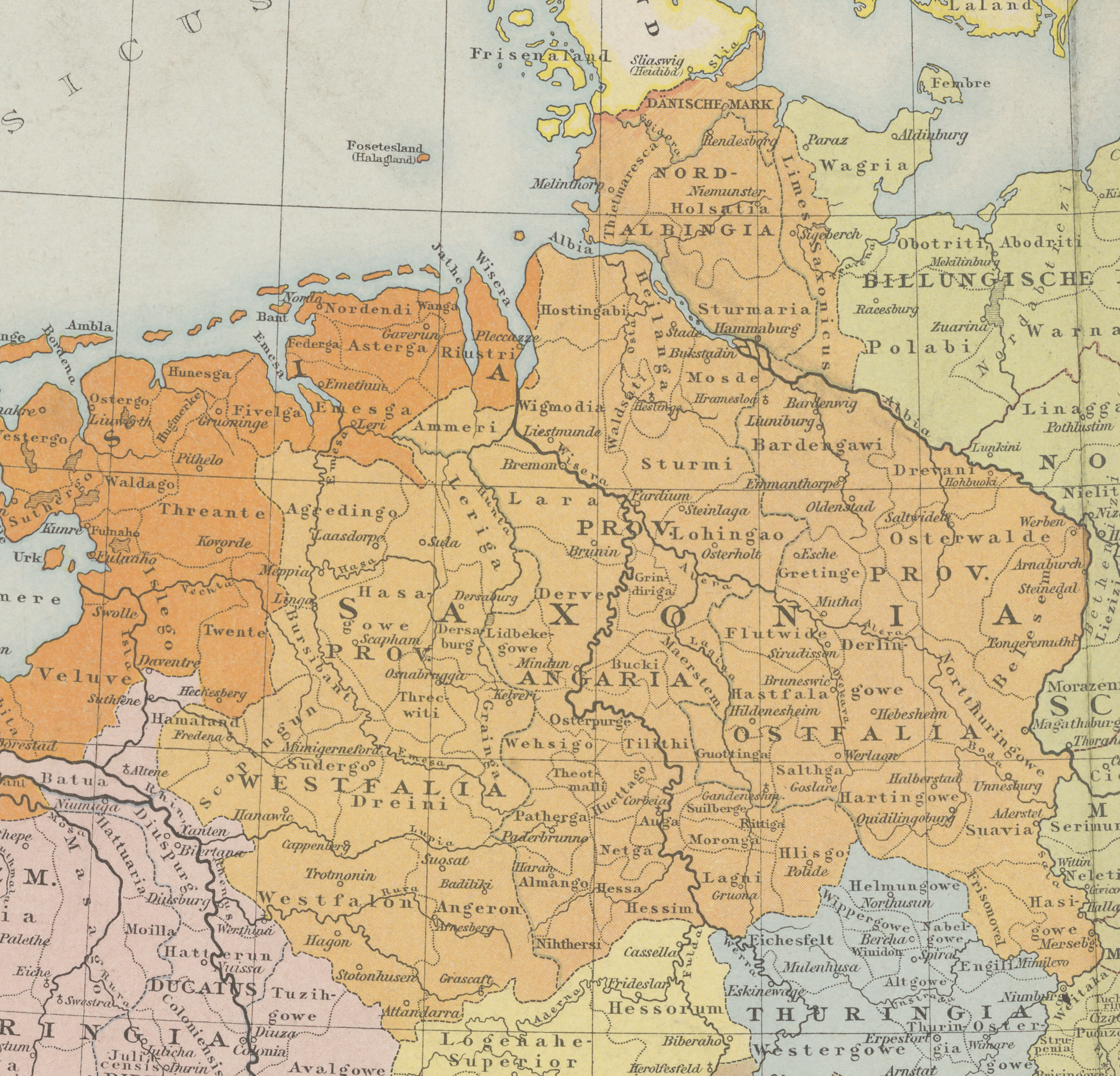
Саксония в XX веке. Барденгау — на северо-востоке, рядом с маркой Биллунга, Вигмодия — к западу от него по прямой.

Вихман I Старший (нем. Wichmann I. der Ältere; ок. 900 — 23 апреля 944) — граф в Барденгау и в Вигмодии (на Везере между Бременом и северным Хадельном).
Представитель рода Биллунгов, старший брат герцога Саксонии Германа Биллунга. Другой его брат, Амелунг, был епископом Фердена.
В 936 году Оттон I Великий назначил Германа Биллунга princeps militiae — маркграфом, поручив ему контроль над границей с землями славян. Вихман I как старший в роду почувствовал себя обойдённым и поссорился с королём, но вскоре они помирились.
Вихман I был женат на Фредеруне (ум. 971), дочери графа Теодериха из рода Иммедингеров, сестре королевы Матильды, жены Генриха I Птицелова. Получил в приданое земли на среднем Везере, нижнем Рейне и в Липпе, значительно расширив свои владения.
Дети:
- Вихман II (погиб в сражении 22 сентября 967)
- Экберт Одноглазый (930/35 — 4 апреля 994), граф в Хастфалагау
- Бруно (920/2 − 26 января 976), епископ Фердена с 962 года
- Гедвига (Хатуи) (939 — 9 июля 1014). Была замужем (952) за Зигфридом, сыном маркграфа саксонской Восточной марки Геро I. После смерти мужа (959) — монахиня, аббатиса в Гернроде и Вредене.